# OR1A2
OR1A2 (англ. Olfactory receptor family 1 subfamily A member 2) – білок, який кодується однойменним геном, розташованим у людей на короткому плечі 17-ї хромосоми. Довжина поліпептидного ланцюга білка становить 309 амінокислот, а молекулярна маса — 34 396.
| 10         |  | 20         |  | 30         |  | 40         |  | 50         |
| ---------- |  | ---------- |  | ---------- |  | ---------- |  | ---------- |
| MKKENQSFNL |  | DFILLGVTSQ |  | QEQNNVFFVI |  | FLCIYPITLT |  | GNLLIILAIC |
| ADIRLHNPMY |  | FLLANLSLVD |  | IIFSSVTIPK |  | VLANHLLGSK |  | FISFGGCLMQ |
| MYFMIALAKA |  | DSYTLAAMAY |  | DRAVAISCPL |  | HYTTIMSPRS |  | CILLIAGSWV |
| IGNTSALPHT |  | LLTASLSFCG |  | NQEVANFYCD |  | IMPLLKLSCS |  | DVHFNVKMMY |
| LGVGVFSLPL |  | LCIIVSYVQV |  | FSTVFQVPST |  | KSLFKAFCTC |  | GSHLTVVFLY |
| YGTTMGMYFR |  | PLTSYSPKDA |  | VITVMYVAVT |  | PALNPFIYSL |  | RNWDMKAALQ |
| KLFSKRISS  |  |            |  |            |  |            |  |            |

A: Аланін

C: Цистеїн

D: Аспарагінова кислота

E: Глутамінова кислота

F: Фенілаланін

G: Гліцин

H: Гістидин

I: Ізолейцин

K: Лізин

L: Лейцин

M: Метіонін

N: Аспарагін

P: Пролін

Q: Глутамін

R: Аргінін

S: Серин

T: Треонін

V: Валін

W: Триптофан

Кодований геном білок за функціями належить до рецепторів, g-білокспряжених рецепторів, білків внутрішньоклітинного сигналінгу. 
Локалізований у клітинній мембрані.